# Catalogue de cotations
Un catalogue de cotations est un ouvrage qui permet aux collectionneurs d'évaluer leurs collections et de procéder à des échanges ou acquisitions.

## Les systèmes de cotation
Les éditeurs de catalogues ou d'argus procèdent de différentes façons pour donner un indicateur ou une cote :
- Un prix moyen Cette technique est très fréquente. Le prix est généralement exprimé dans la monnaie de l'éditeur. Ceci introduit parfois une difficulté lorsque les parités évoluent fortement (le fait que le dollar ait baissé de 10 % par rapport à l'euro dans une période donnée ne signifie pas forcément que les objets référencés dans des catalogues américains aient vu leur prix baisser de 10 % dans la zone euro).
- Une liste de prix correspondant à des critères de qualité. Cette technique est très souvent employée en numismatique où l'usure des pièces due à leur circulation s'apprécie différemment en fonction de leur utilisation effective dans le temps.
- une plage de valeur, Ce mode de cotation est assez fréquent dès lors que l'on à évaluer une classe d'objets (par exemple les cartes postales de telle époque avec des costumes folklorique). Il est peu employé dans les autres cas malgré une valeur informative forte. Par exemple les trois écritures « 5€ », « de 4€80 à 5€20 » et « de 4€ à 6€ » traduisent des réalités très différentes en termes de consensus ou de marges de négociations.
- un indice numérique ou alphabétique. L'éditeur établit une liste de codes (souvent réduit à un digit, chiffre ou lettre) correspondant chacun a une plage de valeur ou à une valeur moyenne. (Par exemple 0 en dessous de 1€ ; 2, entre 1 et 3€ ; 3, de 3€ à 8€ ; etc). Ce système est fortement utilisé par exemple en histoire postale.

## Établissement des cotes
Quelle que soit l'échelle utilisée, la cote est censée représenter la valeur marchande d'un objet. Historiquement, les premiers catalogues étaient des simples liste de prix diffusées par des négociants et sont devenus progressivement des documents pour permettre aux amateurs d'échanger des objets ou pour faciliter aux détaillants la constitution d'une liste de prix. 
La plupart des catalogues précisent dans leur introduction les principaux éléments qui leur ont permis d'établir leurs cotes. Ils citent généralement les catalogues et résultats de ventes sur offre ou aux enchères ; l'examen des publicités ; la lecture de la presse spécialisée.
On trouve parfois des informations transparentes mais qui peuvent surprendre le néophyte : « Il est de tradition, et ce pratiquement depuis l'origine de la philatélie, qu'une remise plus ou moins importante soit consentie par rapport aux cotes ».

## Caractéristiques propres à différentes collections
Voici quelques exemples pris dans divers domaines de collection. Ils illustrent la technicité nécessaire à l'évaluation d'un objet.

### Cartophilie
Les catalogues donnent souvent de cotations pour des classes d'objet et non pas pour des objets précis. Cela dit, on doit ensuite considérer deux états principaux les cartes neuves (qui n'ont pas servi) et les autres. Pour les premières, le critère principal est la qualité de conservation.
Pour les suivantes, les éléments apparemment annexes (timbres, cachets postaux, autographe, publicité) peuvent devenir prioritaires dans l'estimation (qui relève alors plutôt de l'histoire postale).

### Philatélie
La philatélie est un domaine où l'édition de catalogues de cotation est abondante. L'estimation d'un objet ne se limite pas à la lecture des catalogues.

#### Timbres
Le cas apparemment le plus simple est celui du timbre neuf. En effet, les catalogues donnent maintenant une estimation de leur valeur dans les principaux états : fraicheur postale avec ou sans charnière. La difficulté vient de la connaissance d'un marché plus complexe qu'il n'y parait.
Le cas des timbres oblitérés anciens (avant 1950) est nettement plus complexe. Plus précisément, dès qu'une oblitération est lisible (où l'on peut interpréter la date ou l'origine) on rentre alors dans le domaine de l'histoire postale.

#### Documents (histoire postale)
Un document transmis par des administrations postales porte la trace de multiples évènements plus ou moins en rapport avec l'histoire ou la géographie. Il est généralement constitué d'un ensemble d'éléments qui relèvent d'une évaluation pouvant faire appel à des sources différentes :
- des timbres : plusieurs pays et types (taxe...) peuvent être représentés,
- des cachets de départ (qui donnent la date et le lieu de départ)
- des cachets de transit (plusieurs pays peuvent être concernés)
- l'identification de l'arrivée (adresses et cachets)
- des éléments contextuels (marques de censure)
- des éléments complémentaires portant sur le contenu : vignettes, publicité, illustration de factures, texte informatif...)

### Numismatique
Pour les pièces modernes XIXe siècle et XXe siècle, des catalogues relativement exhaustifs existent, soit au niveau d'un pays soit au niveau international. Plus on remonte dans le temps et plus l'identification devient délicate. 
La numismatique bénéficie de conventions relatives à l'état de conservation numismatique.